# 마틴 스타
마틴 스타(Martin Starr, 1982년 7월 30일 ~ )는 미국의 배우이다.

## 출연 작품

### 영화
- 사고친 후에 (2007)
- 인크레더블 헐크 (2008)
- 어드벤처랜드 (2009)
- 스파이더맨: 홈커밍 (2017)
- 스파이더맨: 파 프롬 홈 (2019) - 미스터 해링턴 역
- 허니 보이 (2019) - 알렉 역
- 스파이더맨: 노 웨이 홈 (2021)
- 라우지 카터 (2024) - 카민스키 역

### 텔레비전
- 프릭스 앤 긱스 (1999-2000)
- 실리콘 밸리 (2014-2019)
- 털사 킹 (2022-현재)